# کاروانسرای آغکند
کاروانسرای آغکند (به لاتین: Ağkənd karvansarası) یک اثر باستانی است که در سرزمین تاریخی «زنگازور» قرار دارد.

## دربارهٔ کاروانسرا
کاروانسرای آغکند در قرابت روستای «آغکند»، در ساحل رود «سلیم»، در امتداد جاده ابریشم در جهت «گئیچه» احداث گردیده است. تالار اثر یک دره می‌باشد. از نظر شیوه معماری شباهت‌هایی با کاروانسرای «سلیم» دارد. بنای کاروانسرا با استفاده از سنگ‌های تراشیده بازالت ساخته شده است.
درون ساختمان با ستون‌ها به سه قسمت تقسیم شده است. مساحت کل کاروانسرا ۳۰۶٫۲۲ متر مربع می‌باشد. می‌توان برآورد کرد، که این کاروانسرا از سوی حمکرانان حکومت «ایلخانان» که در تلاش بودند راه ابریشم را آباد بسازند، بنا گردیده است.